# سم (ترانه بیانسه)
«سم» ترانه‌ای از هنرمند اهل ایالات متحده آمریکا بیانسه است. این ترانه در آلبوم من...ساشا فیرس هستم قرار داشت.